# Yangpa
Yangpa（韓語：양파，1979年3月17日—），本名李銀瑨（韓語：이은진），韓國女歌手、作詞家。1996年以首張專輯《毛孩子的愛情》出道。2015年參加MBC音樂節目《我是歌手3》獲得冠軍。

## 音樂作品

### 正規專輯
- 1996年12月：《애송이의 사랑 (毛孩子的愛情)》
- 1998年1월：《Neverland》
- 1999年6월：《개구리 연못 속의... 날다》
- 2001年3月：《Perfume》
- 2007年5月：《The Windows Of My Soul》

### Best專輯
- 1999年12月：《A Letter from Berklee》
- 2003年11月：《The Best Album - 피안화 (彼岸花)》

### EP專輯
- 2011年3月：《EP Elegy Nouveau - 스페셜 (special)》
- 2012年5月：《EP Together》

### 單曲
- 2008年 4月：YangPa & Miho (Single) -〈비밀 (秘密)〉
- 2009年 6月：連續劇魂 O.S.T (Digital Single) -〈령혼 (靈魂)〉
- 2010年12月：音樂劇天國的眼淚 (Tears Of Heaven) O.S.T (Digital Single) -〈Can you hear me?〉
- 2011年 8月：連續劇階伯 O.S.T Part.1 -〈알고 있나요 (想知道)〉
- 2011年11月：連續劇樹大根深 O.S.T Part. 2 -〈기억할께요 (I'll Remember)〉
- 2012年 6月：連續劇 紳士的品格 O.S.T Part. 4 -〈사랑... 어떻게 하나요 (該怎麼做)〉
- 2013年 5月：Hitman Project #5 : A Tribute To The Hitman, David Foster -〈Glory of Love(선물)〉
- 2014年 3月：l.o.v.e (Single) -〈l.o.v.e〉
- 2014年 3月：連續劇 陽光滿溢 O.S.T Part. 4 -〈陽光滿溢〉
- 2020年 4月：連續劇 那個男人的記憶法 O.S.T Part. 3 -〈마음의 기록 (心的紀錄)〉
- 2021年12月：連續劇 只一人 O.S.T Part. 1 -〈Happy End〉
- 2022年12月：連續劇 黑暗榮耀 O.S.T Part. 5 - 〈눈부신 계절(耀眼的季節)〉

### 參與專輯
- 2000年 8月：金東律 2輯 희망 (希望) - 벽 (牆) FEATURING. Yangpa
- 2001年 8月：락(樂) & Rock - Blooming
- 2011年11月：連續劇《明成皇后》 O.S.T - 나 가거든 (If I Leave)(Clean & White Version)
- 2005年 3月：電影 《甜蜜人生（朝鲜语：달콤한 인생）》 O.S.T - 달콤한 인생 (甜蜜人生)
- 2008年 4月：MC夢 4輯 Show's Just Begun - 아홉번째 구름 (第九片雲) FEATURING. Yangpa
- 2011年10月：Astro Bits - 어디선가 FEATURING.Yangpa
- 2013年 5月：尹鍾信 月刊尹鍾信 - 나에게 온다 (Coming to Me)

### 作詞
- 2010年 9月：李昇基 - 單曲〈지금부터 사랑해 (現在開始我愛你)〉
- 2010年10月：T-ara - 單曲〈왜 이러니〉
- 2011年 1月：G.NA - 1輯 "Black & White"
- 2011年10月：鄭葵 - 單曲〈독한 말〉
- 2011年11月：徐寅永（朝鲜语：서인영） - EP "웃기셔" 〈Oh My Gosh〉
- 2014年 7月：f(x) - 3輯 "Red Light" 〈All Night〉

## 綜藝節目
- 2015年：我是歌手3  （冠軍）
- 2016年：二重唱歌謠祭 EP10
- 2016年：Vocal 戰爭：神的聲音 EP17
- 2017年：Fantastic Duo 2 EP15-16

## 學歷
- 大邱大靑初等學校（朝鲜语：대구대청초등학교）
- 小仙女子中學校（朝鲜语：소선여자중학교）
- 中京高等學校（朝鲜语：중경고등학교）
- 伯克利音樂學院

## 外部連結
- Instagram （页面存档备份，存于） 
- 官方網站 